# إليان الراهب
«إليان الراهب»منتجة إعلامية من لبنان.

## التعليم
ولدت إليان الراهب عام 1972 قي لبنان، حيث قضت فترة من حياتها في الحرب الأهلية اللبنانية. حيث كانت قد بلغت من العمر 19 عاماً بانتهاء الحرب.
كان جدها يملك مسرحاً في زحلة في لبنان، حيث ساعدها ذلك على تعزيز اهتمامها بالأفلام. لجأت الأسرة إلى مسرح الأجداد خلال الحرب، حيث كانوا يشاهدون الأفلام..
بدأت حياتها العملية في التمثيل المسرحي، حيث عملت مع روجيه عساف.إضافة للتمثيل، بدأت الكتابة والعمل المسرحي ما ساعدها على تحقيق شغفها الحقيقي لإخراج الأفلام.
انتقلت بعد ذلك من المسرح إلى السينما حيث درست في IESAV في بيروت لتصبح صانعة أفلام. عملت منذئذ كمحررة ومساعدة مخرج، ومنتجة أفلام قصيرة وأفلام وثائقية

## أعمالها
| السنة | اللقب                  | الدور                       | ملاحظات   |
| ----- | ---------------------- | --------------------------- | --------- |
| 1995  | الفحص الأخير           | مخرجة                       | فيلم قصير |
| 1996  | مواجهة                 | مخرجة                       | فيلم قصير |
| 2001  | قريب جداً، لكن بعيد جداً | مخرجة                       | وثائقي    |
| 2003  | انتحار                 | مخرجة                       | وثائقي    |
| 2008  | هذه لبنان              | مخرجة، كاتبة                | وثائقي    |
| 2012  | ليالٍ بلا نوم           | مخرجة، منتجة تنفيذية، باحثة | وثائقي    |
| 2016  | الذين يبقون            | مخرجة، منتجة                | وثائقي    |

## روابط خارجية
- إليان الراهب‎‎ على موقع IMDb (الإنجليزية)
- إليان الراهب‎‎ على موقع قاعدة بيانات الفيلم (الإنجليزية)